# Русич-3
«Русич-3» — большое сухогрузное судно класса «река-море», предназначенное для перевозки массовых грузов (уголь, руда, зерно, щебень и т. п.) по крупным внутренним водным артериям с выходом в море.
Двухвинтовой сухогрузный теплоход с носовым подруливающим устройством. Построен 2 декабря 2004 года на нижегородском ОАО «ССЗ Красное Сормово». Стоимость судна составила $5,87 млн.
В настоящее время эксплуатируется, судовладелец — ОАО «Северо-Западное пароходство», Санкт-Петербург.